# Burj Al Alam
Burj Al Alam was een geplande hyperboloïde wolkenkrabber in Dubai, VAE. Het gebouw had 510 meter hoog en moeten worden en zou 108 verdiepingen moeten hebben. Het gebouw was gepland als kantoor en als hotel en is ontworpen door Nikken Sekkei.
In 2009 kwam de in 2006 opgestarte bouw tot stilstand. De werkput vulde zich eerst met water en werd vervolgens in 2013 gedempt. Einde 2013 werd het project in zijn geheel geannuleerd.
In januari 2015 werd de Burj Al Alam genoteerd door het comité voor geannuleerde vastgoedprojecten van de Dubai Real Estate Regulatory Agency als wachtend op hoorzittingen voor liquidatie.

## Ontwerp
Het gebouw zou aan de basis winkels onder brengen, 74 verdiepingen aan kantoor hebben en de bovenste 27 aan hotel. Het vijf-sterren hotel zou de hoogste kamers ter wereld zijn. Het gebouw zou ook een zes verdiepingen hoge kroon krijgen, waarin onder ander een Hamam en een sky garden zou komen. Van de 30 liften in het gebouw, zouden er 19 dubbeldeks zijn.